# Katastrofa kolejowa pod Krouną
Wypadek kolejowy pod Krouną – 24 czerwca 1995 pod Krouną doszło do wypadku kolejowego pociągu Kolei Czeskich linii nr 261 relacji Svitavy – Žďárec u Skutče, którym podróżowały 23 osoby. Był to największy wypadek kolejowy w Czechach w latach 90. XX wieku.

## Przebieg zdarzenia
Część pociągu towarowego, która nie była odpowiednio przymocowana i zabezpieczona, poluzowała się podczas manewrowania na stacji Čachnov. Trzy w pełni załadowane wagony ze złomem żelaza i drewnem osiągnęły wysoką prędkość (szacowaną na 100 km/h) na długim zjeździe i zderzyły się czołowo z nadjeżdżającym pojedynczym wagonem pasażerskim z serii 810. W tym czasie maszyniści wagonów motorowych nie byli wyposażeni w komunikację bezprzewodową, więc nie było sposobu, aby ostrzec załogę i pasażerów na czas.